# كيزو إيماي
كيزو إيماي (باليابانية: 今井 敬三) (19 نوفمبر 1950 في كيوتو في اليابان – )؛ هو لاعب كرة قدم ياباني سابق كان يلعب كمدافع. سبق له أن لعب مع منتخب اليابان.

## وصلات خارجية
- كيزو إيماي على موقع قاعدة بيانات كرة القدم.إي يو (الإنجليزية)
- كيزو إيماي على موقع ناشيونال فوتبول تيمز (الإنجليزية)

- National Football Teams
- Japan National Football Team Database